# Brekete Family
Brekete Family – це реаліті-радіо та телевізійна програма, присвячена правам людини. Вона транслюється на радіо та кабельному телебаченні, а також транслюється онлайн через платформи соціальних мереж і Human Rights Radio 101.1 в Абуджі, Нігерія. Програма зосереджена на захисті прав пригнічуваних осіб, допомозі щодо забезпечення справедливості для тих, хто не має права голосу і стимулюванні нігерійців піклуватися про пригноблених.
Сім'я Брекете була заснована Ахмедом Іса. Вперше програма вийшла в ефір на Kiss FM Abuja у 2009 році, а потім на Crowther Love FM. Після її початкового успіху було створено штаб-квартиру програми, Радіо Абуджа з прав людини. Сім'я Брекете відома нігерійцям тим, що шукає справедливості для безпорадних. Бенефіціари трансляції похвалили сім’ю Брекете за те, що вона надає людям можливості різними способами, включаючи отримання фінансової допомоги. Програма розвинулася в кількох інших областях, таких як Академія Брекете, де сертифіковані викладачі пропонують курси професійного розвитку в різних областях.
Програму слухають мільйони простих нігерійців, урядовців, політиків, правоохоронних органів і навіть іноземців. Це місце, де люди отримують державну компенсацію, сприяють арбітражу та збираються для збору коштів на стипендіальну програму для бідних, хворих чи голодуючих.
Програма ведеться англійською мовою Pidgin і розповідає про реальні проблеми та події, що стосуються прав людини. Вона отримала широке визнання та масову популярність, особливо через свій характер роботи, схожий на мережу громад. Таким чином, вони звертаються до знедолених і звертаються від імені жертв щоденного порушення прав людини.
У 2017 році сім’я Брекете замовляла Human Rights Radio 101.1FM Abuja, єдину правозахисну радіостанцію. Радіостанція, оснащена радіотехнічними засобами 21-го століття, привернула увагу багатьох урядовців, міжнародних організацій і навіть бідних.
29 жовтня 2018 року віце-президент Нігерії професор Ємі Осібанджо брав участь у прямому ефірі програми Сім’ї Брекете, що стала першим реаліті-шоу в Нігерії, в якому був представлений його віце-президент.

## Бачення
Розташований в Абуджі, Brekete Family Reality Radio and TV Talk Magazine є некомерційною організацією, яка випускає щоденні програми в прямому ефірі. Використовуючи розслідування, діалог, посередництво та адвокацію, він допомагає нігерійцям, особливо населенню з низькими доходами, вимагати відповідальності та компенсації за зловживання. Ця організація підтримує щотижневу програму Brekete про електроенергетику та освіту, які дозволяють громадянам повідомляти про корупцію та вимагати відшкодування. Очікується, що проект сприятиме зниженню корупції, особливо роздрібної торгівлі, та посилить участь громадян у антикорупційній програмі нової адміністрації. Бачення сім’ї Брекете зображує вільне та краще людство для кожного, особливо для пригноблених і менш привілейованих у суспільстві.

## Місія
Місія сім’ї Брекете – відстоювати права пригноблених і простих громадян Нігерії. Девіз програми – «Голос для безголосих».

## Залучення
Сімейне радіо Брекете транслюється в Абуджі, Нігерія, і охоплює п’ять штатів Нігерії. У 2014 році його щоденна кількість слухачів і переглядів становила 20 мільйонів  людей по всьому світу. У 2016 році сім’я Брекете отримала 300 000 доларів, включаючи грант у Нігерії.

## Медіація
Сім'я Брекете вирішила багато складних суспільних питань. Це включає розірвані шлюби, сім’ї, ворогуючі соціальні групи та конфлікти між окремими громадянами/організаціями Нігерії, федеральними, державними та місцевими органами влади та їх установами.

## Розслідування
Сім’я Брекете відома своїм глибоким розслідуванням таких справ, як серйозні злочини, порушення прав людини або корпоративні правопорушення, щоб виявити правду та забезпечити справедливість для жертв.

## Партнерство
- Ініціатива відкритого суспільства для Західної Африки (OSIWA)
- Фонд Макартура[18]